# Alina Marazzi
Pour les articles homonymes, voir Marazzi.
Alina Marazzi (née le 5 novembre 1964 à Milan) est une réalisatrice italienne.

## Biographie
Alina Marazzi réalise des documentaires à caractère social pour la télévision. Elle a été réalisatrice adjointe au cinéma et a travaillé avec le Studio Azzurro. Parmi ses activités, on peut signaler un laboratoire audiovisuel dans la prison San Vittore à Milan et sa participation au projet Fabrica sous la direction artistique de Godfrey Reggio.
La critique internationale a commencé à s'intéresser à elle avec son premier film documentaire Un'ora sola ti vorrei, un portrait de sa mère Luisa Marazzi Hoepli disparue prématurément. Le documentaire est un montage des petits films pris par son grand père Carlo Hoepli sur cinquante ans, avec des commentaires tirés du journal de bord de sa mère. Présenté à Locarno au Concours vidéo, le film reçoit la mention spéciale du Jury, et ensuite le prix du meilleur documentaire au Festival du film de Turin.
En 2007 elle réalise Vogliamo anche le rose, un documentaire poétique sur quinze ans de luttes pour l'émancipation sociale des femmes, construit à partir de films de répertoire et de fragments de journaux de bord.

## Filmographie

### Réalisatrice
- 1991 : L'America me l'immaginavo, storie di emigrazione dall'isola siciliana di Marettimo
- 1992 : Il declino di Milano, un ritratto della «capitale morale» alla vigilia di Tangentopoli
- 1993 : Mediterraneo, il mare industrializzato
- 1995 : Il Ticino è vicino?
- 1998 : Ragazzi dentro - Il mondo visto dai ragazzi reclusi nelle carceri minorili italiane
- 1999 : Il sogno tradito: i bambini di strada raccontano la Romania a dieci anni dalla caduta di Ceausescu
- 2002 : Un'ora sola ti vorrei (it)
- 2005 : Per sempre
- 2007 : Vogliamo anche le rose (it)
- 2012 : Tout parle de toi (Tutto parla di te)
- 2014 : Confini, épisode du film 9x10 novanta (it)
- 2016 : Anna Piaggi, una visionaria nella moda

### Assistante-réalisatrice
- 1999 : Fuori dal mondo
- 1999 : Questo è il giardino
- 2000 : Tartarughe dal becco d'ascia
- 2000 : Il mnemonista
- 2001 : Badolato: Hoffen auf ein Wunder
- 2001 : Luce dei miei occhi
- 2002 : La forza del passato